# Kostas Zerdaloglu
Kostas Zerdaloglu (* 3. února 1953 Jeseník) je český divadelní, televizní a filmový herec a divadelní režisér řeckého původu.

## Život
Kostas Zerdaloglu se narodil 3. února 1953 v Jeseníku řeckým imigrantům a příbuzné má napříč celým Řeckem. V letech 1968–1972 vystudoval konzervatoř v Brně a následně v roce 1976 absolvoval činoherní herectví na Janáčkově akademii múzických umění (JAMU) v Brně. V letech 1981–1983 absolvoval na JAMU také postgraduální studium režie. Má schopnost dokonale zvládat charakter postavy napříč žánry a dát mu osobitou jiskru, čímž si získává oblibu publika. Ke svým rolím má přitom tendence přistupovat spíše jako režisér, ale představě režiséra, který inscenaci vede, v konečné fázi ukázněně podlehne.
Ve volném čase vyhledává sport a četbu a věnuje se svému yorkshirovi Engiemu. Několikrát ročně jezdí na návštěvu za příbuznými do Soluně, Atén a Trikaly. Na Řecku má rád moře a sluníčko, které ho dobíjí energií, na Česku zase hory a sníh.

### Divadelní angažmá
- 1976-1994 Divadlo Petra Bezruče v Ostravě[1]
- 1995-1999 Divadlo Petra Bezruče v Ostravě[1]
- 1999-2003 Městské divadlo v Karlových Varech[1]
- od 2003 Slezské divadlo v Opavě (hostování na Komorní scéně Aréna v Ostravě – Racek, Dávnikové)[1]

## Obsazení

### Film
- 1971 – Hry lásky šálivé
- 1995 – Artuš, Merlin a Prchlíci
- 1997 – Mandragora
- 2005 – Sluneční stát
- 2012 – 7 dní hříchů
- 2016 – Já, Olga Hepnarová
- 2022 – Párty Hárder: Summer Massacre
- 2023 – ONEMANSHOW: The Movie

### Televizní film
- 2011 – Sráči
- 2018 – Můj strýček Archimedes

## Ocenění
- Opavská Thálie 2005 za ztvárnění Vévody v inscenaci Divadlo svět[4]